# Тастобе (Каратальський район)
Тастобе́ (каз. Тастөбе) — село у складі Каратальського району Жетисуської області Казахстану. Адміністративний центр Тастобинського сільського округу.
Населення — 825 осіб (2021; 917 у 2009, 984 у 1999, 1046 у 1989).